# Grecia (estación)
Grecia es una estación ferroviaria que forma parte de la red del Metro de Santiago de Chile. Se encuentra subterránea bajo la autopista Vespucio Sur entre las estaciones Los Orientales y Los Presidentes de la línea 4, en el límite de las comunas de Ñuñoa, Macul y Peñalolén. La entrada al túnel entre esta estación y Los Orientales (al norte) posee una curva dispuesta de tal forma que los dos andenes de la estación se encuentran levemente doblados en aquel extremo.
Inaugurada el 30 de noviembre de 2005, fue la última estación del "Tramo Norte" de la línea 4 (Tobalaba hasta Grecia) hasta la inauguración del tramo restante entre esta estación y Vicuña Mackenna en marzo del 2006. El día 2 de marzo se inauguró el tramo restante entre esta estación y Vicente Valdés.

## Características y entorno
Al interior de la estación existe un pequeño anfiteatro al aire libre, en el que frecuentemente se realizan actividades culturales.
En el entorno inmediato de la estación, se ubican bloques de viviendas sociales y residencial junto con un activo comercio representado en un sinfín de locales comerciales ubicados alrededor de la rotonda, destacando el supermercado Santa Isabel. La estación posee una afluencia diaria promedio de 21 705 pasajeros.

### Accesos
| Acceso | Intersección                        |
| ------ | ----------------------------------- |
| A      | Rotonda Grecia                      |
| B      | Av. Grecia con Av. Egaña            |
| C      | Rotonda Grecia con Av. Grecia       |
| D      | Rotonda Grecia con Rodrigo de Araya |

## MetroArte
La estación Grecia cuenta en su interior el proyecto Frisos del Partenón como parte del programa de MetroArte. El 14 de mayo del 2009 se instalaron en la mezzanina de la estación varias réplicas de frisos del Partenón griego, los cuales fueron donados por la embajada de Grecia en Chile. El proyecto cuenta con un total de 16 piezas y cada una fue esculpida en mármol, pesando cada una 50 kilos y midiendo 1x1,2 metros.

## Origen etimológico
Ubicada bajo la Rotonda Grecia, debe su nombre más bien a la Avenida Grecia que va desde los faldeos cordilleranos hasta casi el centro mismo de la ciudad. 

## Galería

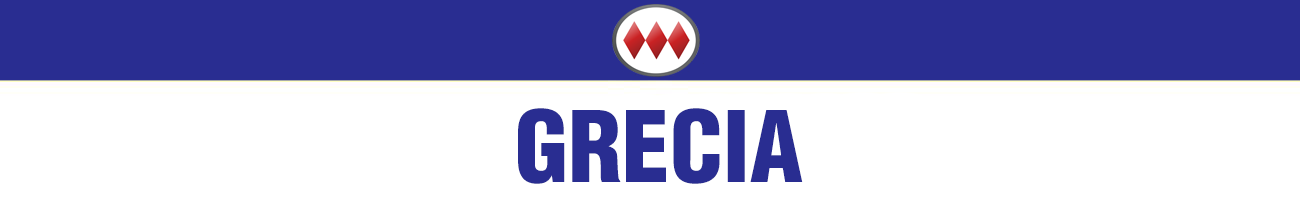
Cenefa utilizada actualmente en los andenes.
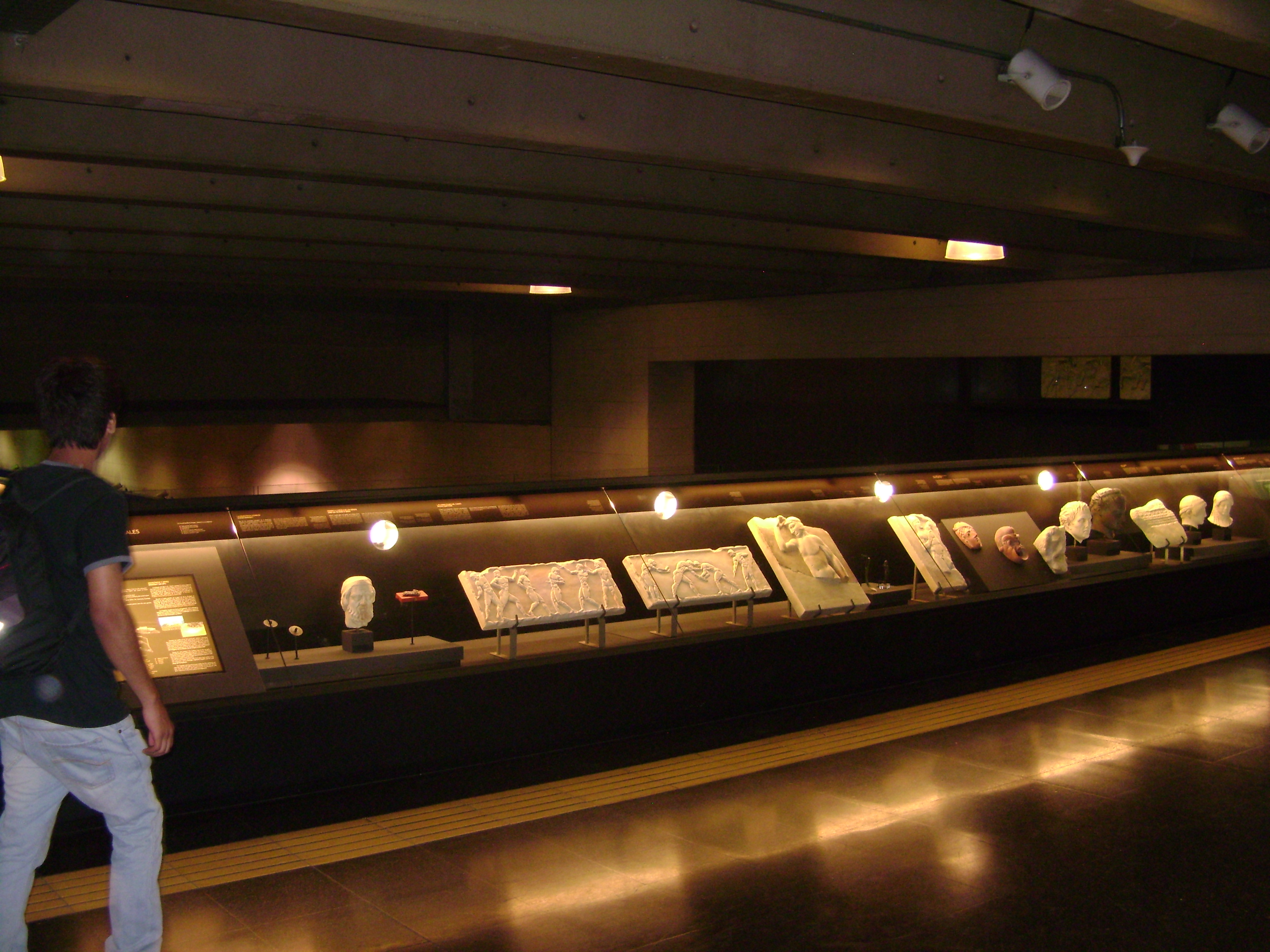
Exposición permanente en la estación.
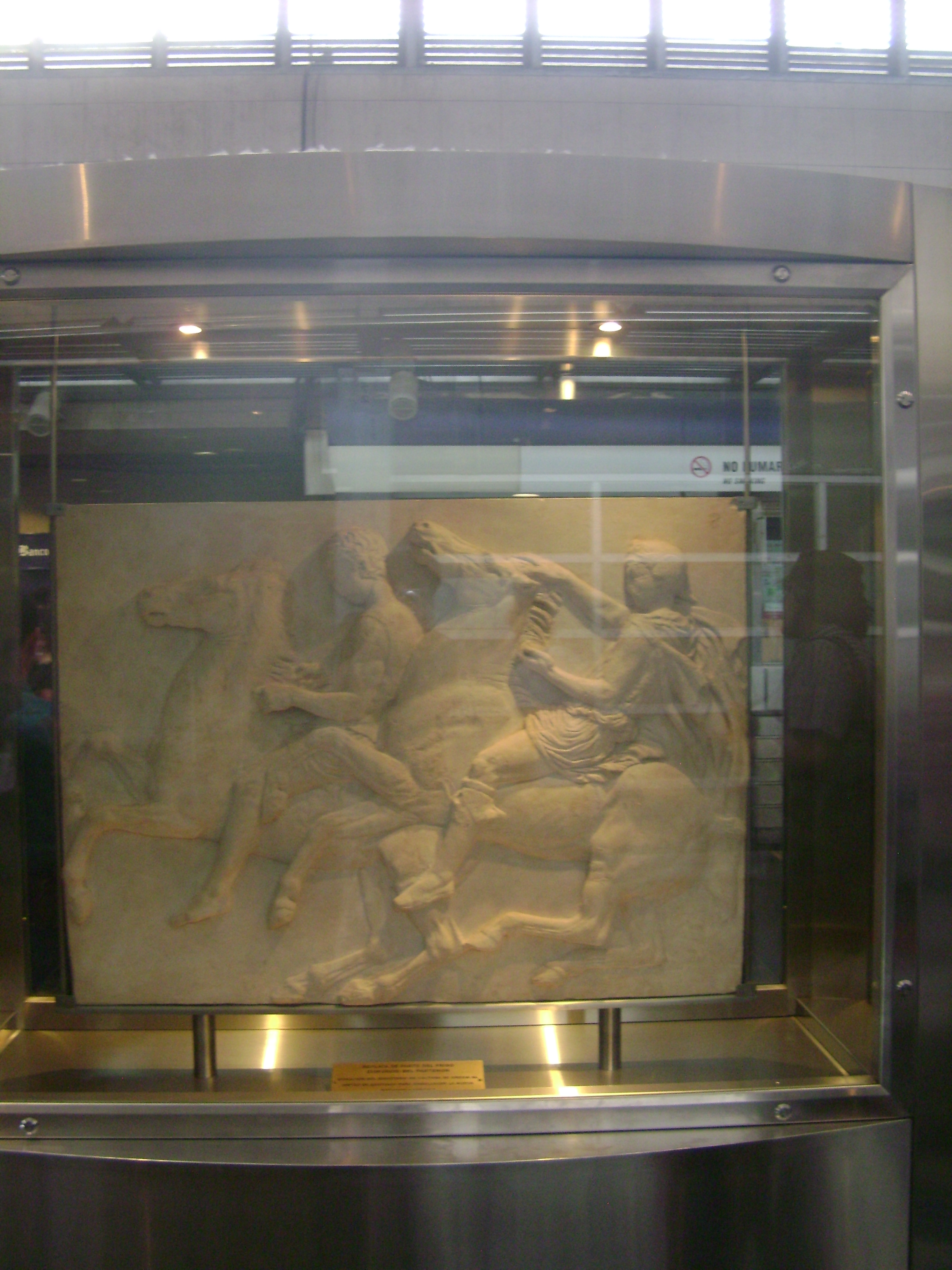
Réplica del friso Zóforos del Partenón, en exposición permanente en la estación.

## Conexión con Red Metropolitana de Movilidad
La estación posee 6 paraderos de la Red Metropolitana de Movilidad en sus alrededores, los cuales corresponden a:
| Paradero/ Código                | Recorridos |
| ------------------------------- | --- |
| Parada 1 / Metro Grecia (PD189) | 225 (Bahía Catalina) - 505 (Peñalolén) - 712 (Puente Alto) - D10 (Metro Carlos Valdovinos)                                                                                          |
| Parada 2 / Metro Grecia (PD872) | D05 (Metro Franklin) |
| Parada 3 / Metro Grecia (PD176) | 225 (Las Condes) - 712 (La Pirámide) - D07 (Metro Franklin) - D07c (Fin del recorrido/Antupiren) - D10 (Diagonal Las Torres)                                                        |
| Parada 4 / Metro Grecia (PD553) | 506 (Maipú) - 506e (Maipú) - 506v (Villa El Abrazo) - 507 (Enea) - 507c (Metro Parque O'Higgins) - 510 (Pudahuel Sur) - 511 (Estación Central) - 516 (Pudahuel Sur) - 519 (Alameda) |
| Parada 5 / Metro Grecia (PD535) | 506 (Peñalolén) - 506e (Peñalolén) - 506v (Peñalolén) - 507 (Av. Grecia) - 507c (Peñalolén) - 510 (Río Claro) - 511 (Peñalolén) - 516 (Las Parcelas) - 519 (Av. Grecia)             |
| Parada 6 / Metro Grecia (PD851) | D07 (Diagonal Las Torres) |